# Dactylaria dimorphospora
Dactylaria dimorphospora är en svampart som beskrevs av Veenb.-Rijks 1973. Dactylaria dimorphospora ingår i släktet Dactylaria, ordningen disksvampar, klassen Leotiomycetes, divisionen sporsäcksvampar och riket svampar.   Inga underarter finns listade i Catalogue of Life.